# Booking.com
Booking.com é um site internacional onde os cidadãos podem reservar acomodações para férias ou viagens. O site está agora disponível em 43 idiomas. A Booking.com diz que oferece aproximadamente 1,07 milhão de locais para se hospedar. Booking.com é uma divisão da Booking Holdings , anteriormente The Priceline Group.

## História

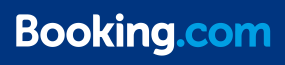
Logo da Booking.com

A Booking.com foi fundada em 1996 - naquela época, sob o nome Bookings.nl - por um estudante da Universidade de Twente: Geert-Jan Bruinsma. Ele trabalhou em seu site em um pequeno escritório em Enschede.  No começo, só era possível reservar um hotel na Holanda, mas o site logo começou a crescer e a oferta internacional aumentou significativamente. Em 1997, Kees Koolen tornou-se um investidor na empresa e cumpriu o cargo de CEO entre 2001 e 2011. O fundador Bruinsma vendeu a maioria de suas ações em 2003.
Em 2005, o site foi comprado pelo colega da indústria americana Priceline por 110 milhões de euros.  receitas do site de reservas não são divulgadas separadamente, mas em 2012, a Priceline registrou receitas de 2,28 bilhões de euros e lucro de 900 milhões de euros. A empresa tinha 8.000 funcionários e sua sede fica em Amsterdã.
A empresa não é indiscutível. Por exemplo, em 2014, a Booking.com foi criticada pelo Comitê de códigos de publicidade porque os clientes seriam enganados com frases como "Temos um quarto restante". Isso dizia respeito à oferta do site em si, enquanto era melhor possível reservar um quarto no alojamento em questão por outro site ou diretamente. A Booking.com exigia que os provedores não ofereçam quartos em qualquer outro lugar a uma taxa mais baixa do que no site. A empresa abandonou esse requisito em junho de 2015. O mercado hoteleiro estava, portanto, à frente de qualquer regulamentação européia e recebia as críticas dos proprietários de hotéis. De Volkskrant publicou em agosto de 2019 um ótimo artigo sobre as más condições de trabalho na Booking.com. Ex-funcionários a descreveram como um "caos".
Desde o início de 2018, a Booking.com constrói uma nova sede no lado leste do Oosterdokseiland em Amsterdã. Isso significa que o Oosterdoksdraaibrug deve ser fechado por um período máximo de dois anos e meio.
A Booking.com foi duramente atingida durante a crise do Coronavírus em 2020 porque a maior parte de sua receita foi perdida. Ao mesmo tempo, a empresa recebeu muitas críticas na Holanda por depender de auxílios estatais para pagar salários de funcionários, enquanto o Booking.com havia faturado bilhões de euros nos anos anteriores.